# 부여집
부여집은 대한민국 서울 영등포구 당산동에 있는 유서 깊은 식당이다. 1947년에 문을 열었으며 곰탕과 설렁탕 전문점이다. 이 식당은 전국으로 국물을 배달하고 판매하며, 롯데월드 테마파크에 지점을 운영하고 있다.

## 역사
같은 가족이 3대째 식당을 운영하고 있다. 식당은 2020년 9월 7일 리뉴얼하여 재개장했다. 2014년 12월 서울미래유산으로 지정되었다.